# Coco-de-espinho
Acrocomia aculeata é uma palmeira nativa brasileira e uma das duas espécies que são popularmente conhecidas pelos nomes de macaúba, macaíba, boicaiuva, macaúva, coco-de-catarro, coco-baboso, coco-de-espinho, coco-macaúba, macajuba, macaibeira, macajá, mucajá, mocajá, bocaiuva, chiclete-de-baiano, chiclete cuiabano, bocaiúva, macacauba, macaiba, macaibeira, macaúva, mucaia, mucaja e mucajaba. A outra é a Acrocomia intumescens. Sua principal característica são os espinhos escuros, longos e pontiagudos na região dos nós.

## Etimologia
"Macaíba" vem do tupi ma'kaí'ba (através da junção de bacaba mais yuba, que significa "coco amarelo"). "Bocaiuva" vem do tupi mokaie'yba. Acrocomia vem dos termos gregos akron (uma) e kome (cabeleira), numa referência ao formato em coroa das folhas da planta.

## Influência na toponímia e na antroponímia brasileiras
O termo é visto em vários topônimos no Brasil, entre os quais os municípios de Macaíba (Rio Grande do Norte), Bocaiuva (Minas Gerais), Macaúbas (Capitólio-MG), Macaúbas (Bahia), Bocaiuva do Sul (Paraná) e Macaé (Rio de Janeiro), bem como no antropônimo Bocaiuva.

## Características e usos
A palmeira, que apresenta altura de até 15 metros, é uma árvore ornamental. Seus frutos são comestíveis, e de sua amêndoa se extrai um óleo fino semelhante ao da oliveira. Seu óleo é também uma das principais fontes para a produção de biodiesel. Do miolo do tronco, se faz uma fécula nutritiva, as folhas são forrageiras e têm fibras têxteis usadas para fazer redes e linhas de pescar. A madeira é usada em construções rurais.
Sua presença é indicativa de solos férteis e a frutificação ocorre entre três e cinco anos de idade. O cacho pode ter até 60 quilos e a palmeira produz de quatro a seis cachos por ano. A espécie pode sobreviver por 100 anos mas seu plantio ainda é difícil.
O óleo da macaúba, além do uso alimentício, é de excepcional qualidade para uso industrial. Alguns estudos apontam para provável utilização comercial para os dois usos. O fruto também é comestível, assim como o palmito, considerado uma iguaria. Sua torta é também considerada de alto valor nutritivo para alimentação de gado.
Em Cuiabá, o fruto é muito apreciado principalmente pelas crianças e também é conhecida como "chiclete cuiabano".

## Ocorrência
A planta é encontrada principalmente na floresta latifoliada semidecídua da Mata Atlântica, desde o Pará até São Paulo, Mato Grosso, Mato Grosso do Sul, Tocantins e Rio de Janeiro. Além do Brasil, ocorre na Argentina, Uruguai, Paraguai, Bolívia, Colômbia, Venezuela, nas três Guianas, no México e em toda a América Central.

## Galeria

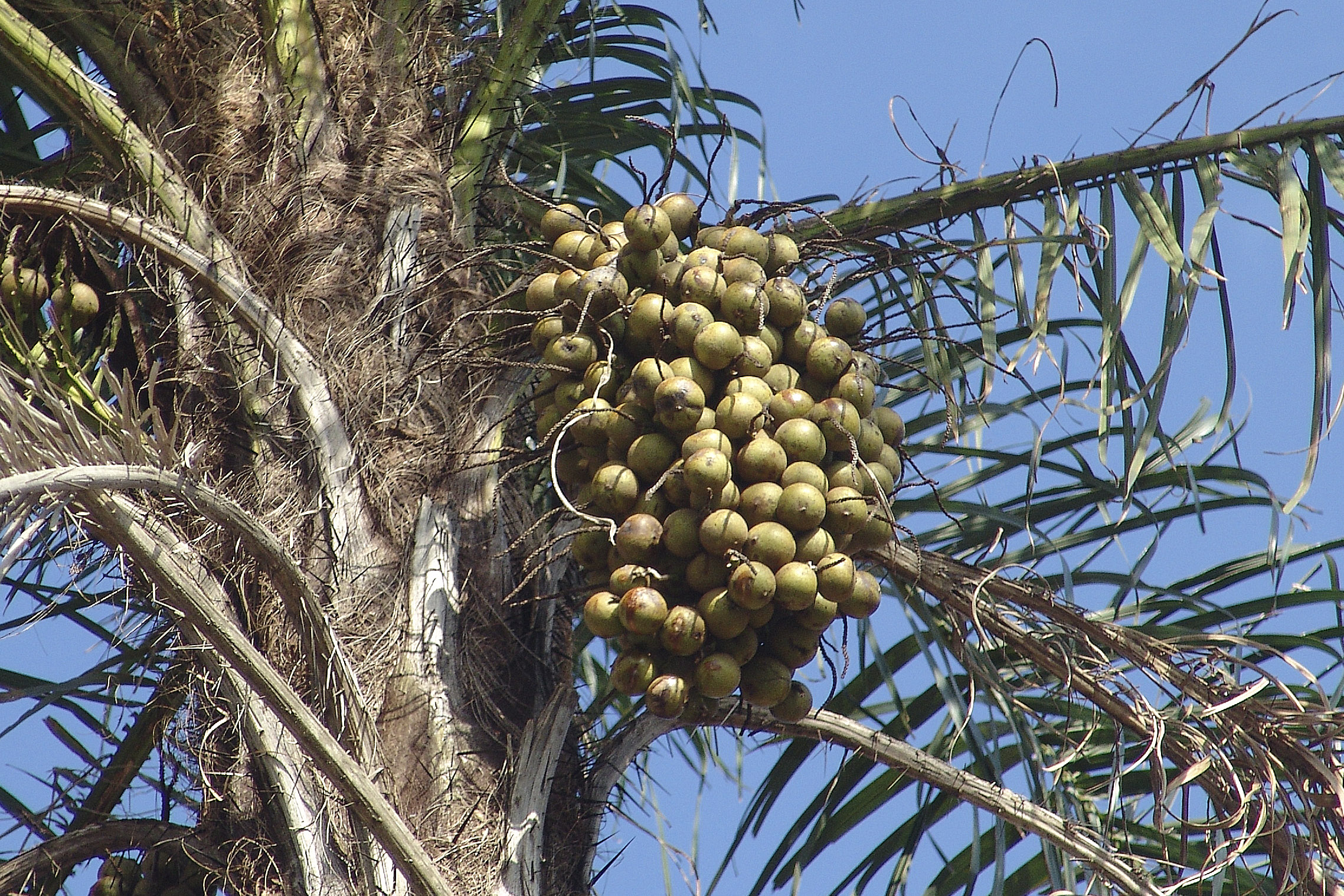
Cacho
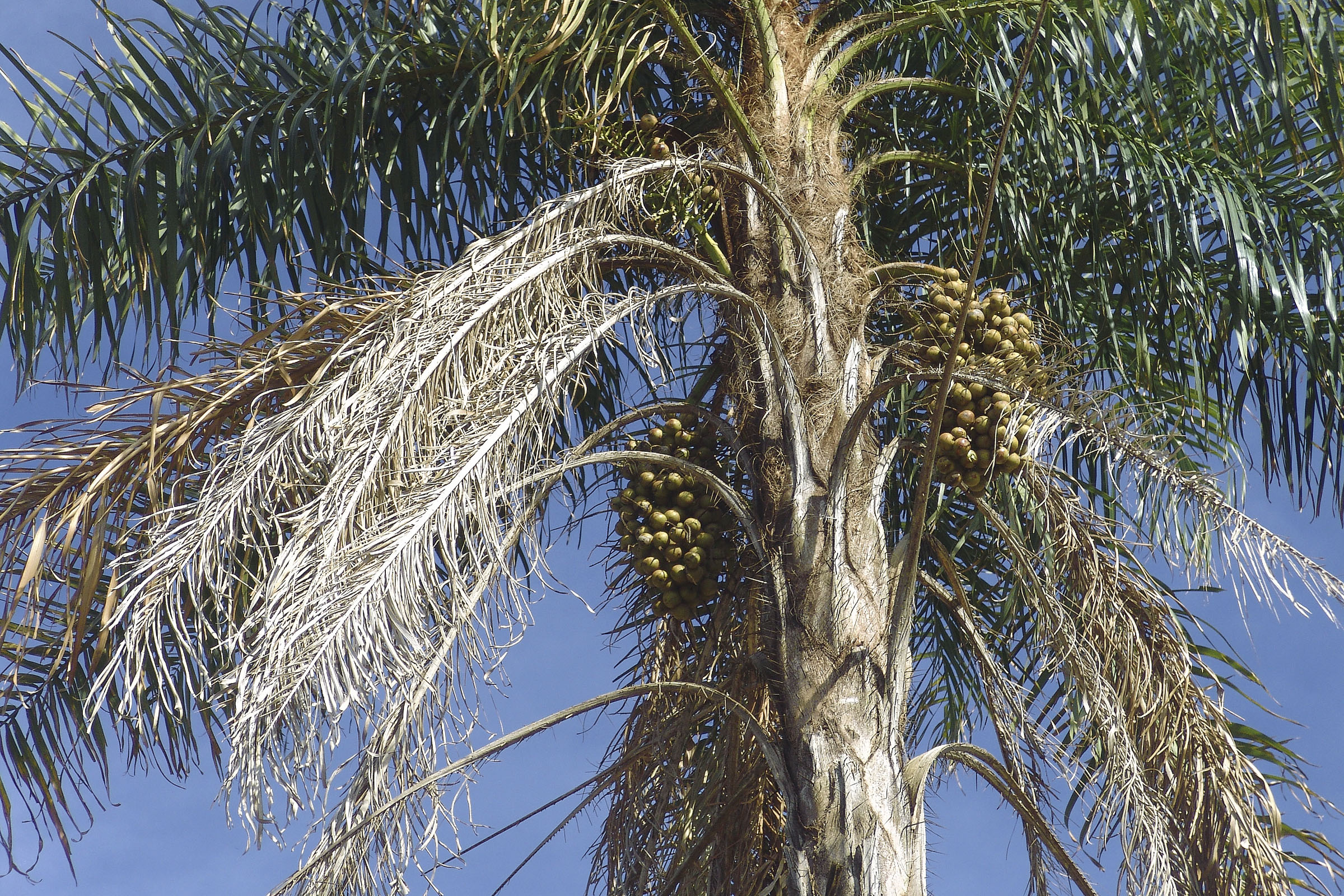
Cachos de macaúba em Avaré, em São Paulo
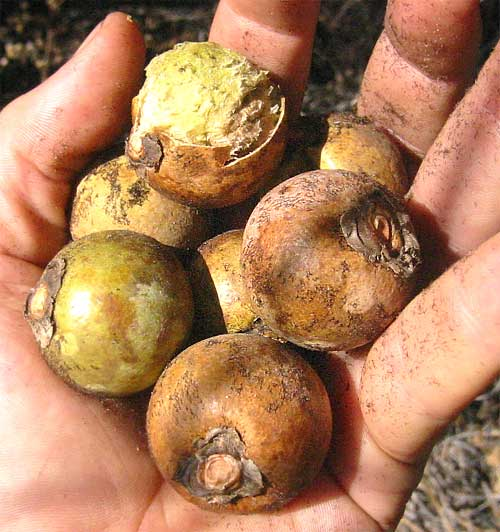
Frutos recém-colhidos com polpa exposta.
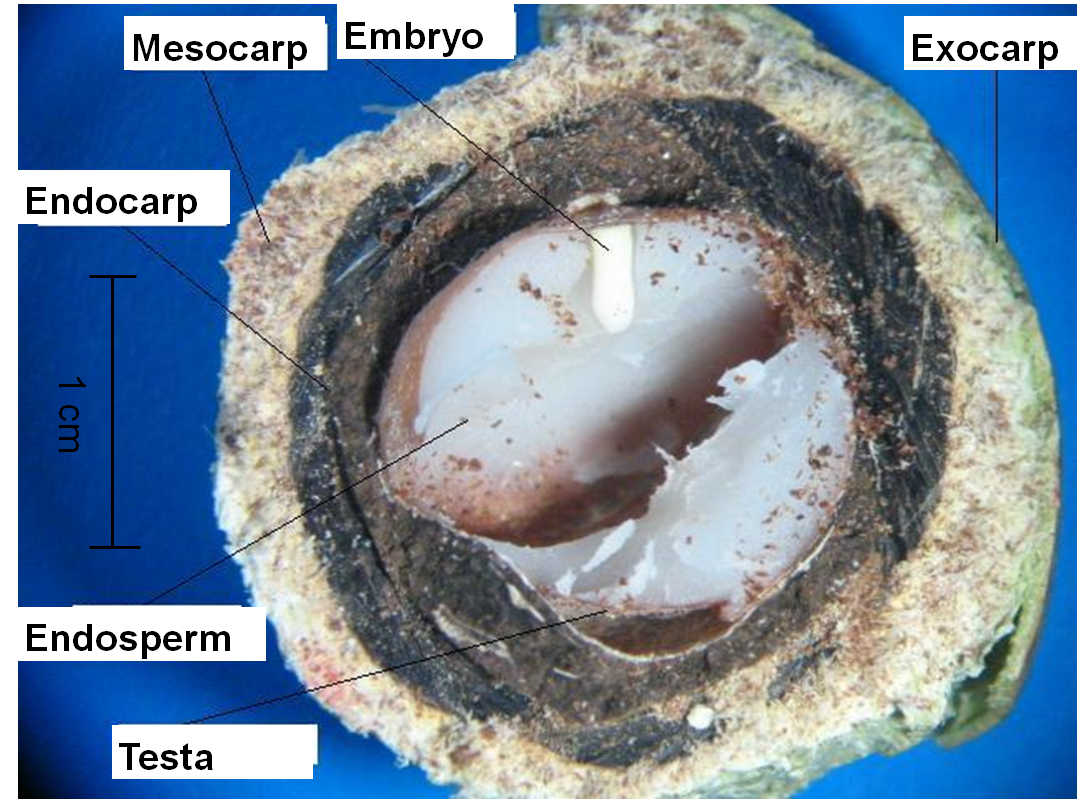
Composição da fruta